# Trichomalus alonsoi
Trichomalus alonsoi is een vliesvleugelig insect uit de familie Pteromalidae. De wetenschappelijke naam is voor het eerst geldig gepubliceerd in 1994 door Nieves-Aldrey & Garrido.